# Oberdorf (Neunkirchen-Seelscheid)
Oberdorf ist ein Ortsteil von Söntgerath in der Gemeinde Neunkirchen-Seelscheid im Rhein-Sieg-Kreis.

## Lage
Oberdorf ist der nördlichste Teil des Dorfes und liegt an der Grenze zu Much im Bergischen Land. Nachbarort ist Much-Kranüchel im Norden, südlich liegt der Ortsteil Mitteldorf.

## Geschichte
1830 hatte Oberdorf 60 Einwohner. 1845 hatte der Hof 63 katholische Einwohner in 13 Häusern. 1888 gab es 43 Bewohner in neun Häusern.
1901 hatte der Weiler 28 Einwohner. Verzeichnet sind die Familien Wirt und Branntweinbrenner Johann Balensiefer und die Ackerer Johann Josef Balensiefer, Peter Knecht, Peter Ley, sowie Johann und Wilhelm Schwellenbach.
Das Dorf gehörte bis 1969 zur Gemeinde Neunkirchen.